# توجيه الموائل

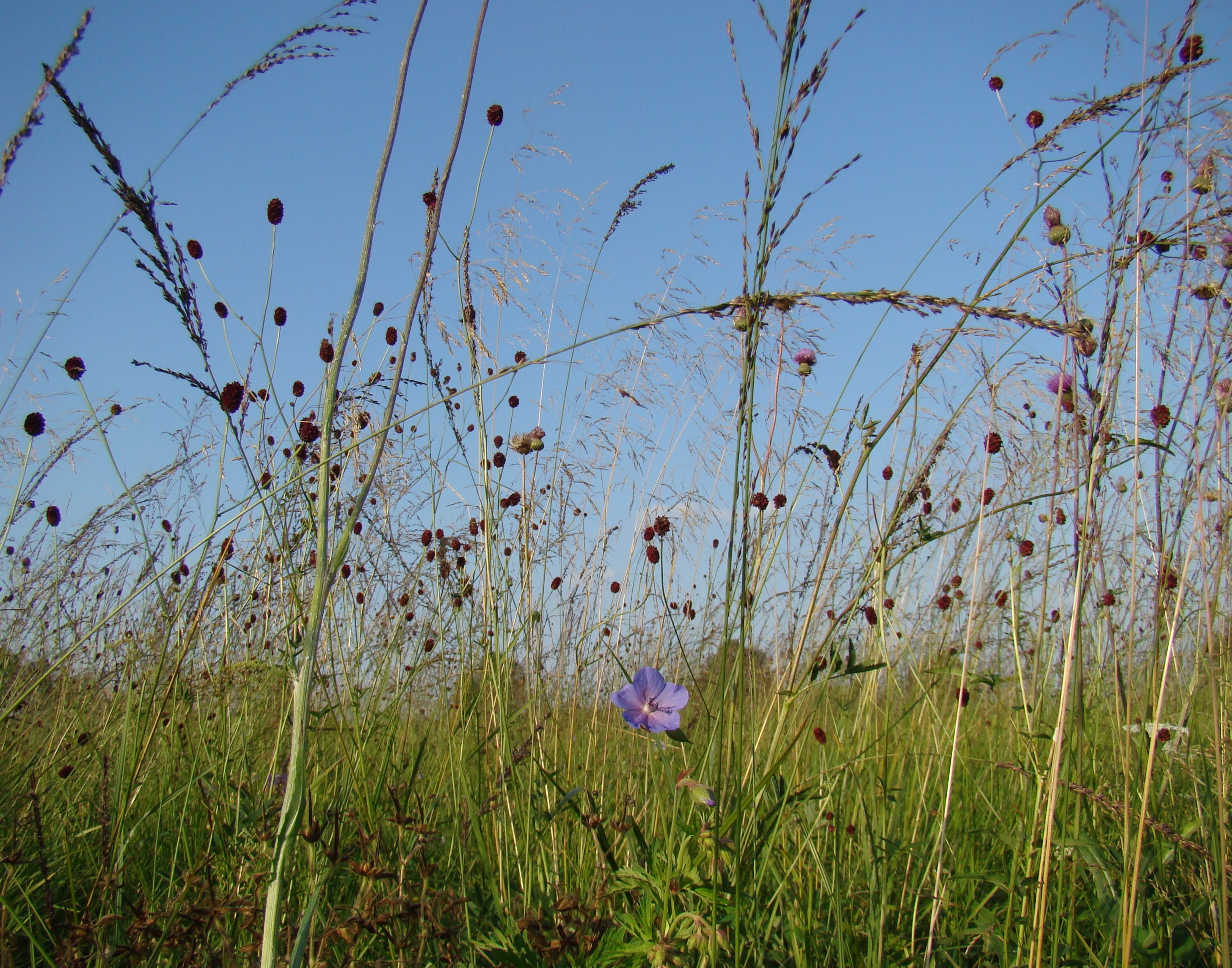

توجيه الموائل (يُعرف رسمياً باسم مذكرة توجيه المجلس رقم 92/43 / EEC بشأن الحفاظ على الموائل الطبيعية والحيوانات والنباتات البرية) هو توجيه من الاتحاد الأوروبي تم تبنيه في عام 1992 كاستجابة من الاتحاد الأوروبي لاتفاقية برن. وهي واحدة من توجيهات الاتحاد الأوروبي فيما يتعلق بالحياة البرية والحفاظ على الطبيعة، وتشمل الأخرى توجيهات الطيور. ويطلق على توجيه الموائل بالإضافة إلى توجيه الطيور، «توجيهات الطبيعة». يتطلب توجيه الموائل من الحكومات الوطنية تحديد المناطق التي من المتوقع أن تضمن الحفاظ على أنواع النباتات والحيوانات. وأدى ذلك إلى إنشاء شبكة من المناطق المحمية عبر الاتحاد الأوروبي، وهي مناطق خاصة للحفظ أصبحت إلى جانب مناطق الحماية الخاصة القائمة ما يسمى بشبكة ناتورا 2000 التي أنشئت لحماية الأنواع والموائل. توجز ملاحق التوجيهات الموائل والأنواع المحمية:
- يغطي الملحق الأول الموائل.
- الأنواع المدرجة في الملحق الثاني التي تتطلب تحديد مناطق الحفظ الخاصة.
- الأنواع المدرجة في الملحق الرابع بحاجة إلى حماية صارمة.
- أنواع الملحق الخامس التي يمكن تقييدها من البرية بموجب القانون الأوروبي.

تتطلب المادة 17 من التوجيه من الدول الأعضاء في الاتحاد الأوروبي الإبلاغ عن حالة مناطقها المحمية كل ست سنوات.

## التاريخ
من عام 1988 إلى عام 1992، أعطيت السياسة أهمية على المستوى الوطني من قبل خبراء السياسة والعلماء وعلماء البيئة؛ في وقت لاحق في التسعينات، أدى هذا إلى مزيد من المناقشات السياسية والاجتماعية والإدارية بين البلدان ذات الصلة.

## آثار
بسبب الاختلافات في تقاليد الحفاظ على الطبيعة، نشأت مشاكل وطنية في تنفيذ التوجيه. نظرًا لأن الدول الأعضاء في جنوب وشرق أوروبا شاركت بشكل أقل في سياسات الطبيعة، فقد واجهت هذه الدول مشاكل مع أحكام الاتحاد الأوروبي. في ألمانيا والنمسا وإيطاليا وبلجيكا، تسببت النزاعات بين الطبقات الحكومية المختلفة في تأخيرات طويلة في إدارة سياسات الطبيعة. من ناحية أخرى، في الدول الأعضاء مثل المملكة المتحدة والسويد، تم تحقيق نتائج إيجابية بسبب مشاركة أصحاب المصلحة، والسلطات الاستباقية، والوكالات المسؤولة عن التنفيذ والمشاركة العامة.

## روابط خارجية
- توجيه الموئل في موقع الاتحاد الأوروبي على الإنترنت
- اتفاقية حفظ الحياة البرية الأوروبية والموائل الطبيعية، برن (1982)
- توجيه الموائل بواسطة Keulen ، M. van (2002)